# Phantasy Star Adventure
Phantasy Star Adventure (яп. ファンタシースターアドベンチャー Фантаси: Сута: Адобэнтя:, «Приключения на Фантастической Звезде») — текстовая ролевая видеоигра от первого лица, разработанная компанией Sega для портативной системы Sega Game Gear. Это первая игра из серии Phantasy Star на данной платформе. Действие игры разворачивается на планетарной системе Алголь, наряду с событиями из игры Phantasy Star II.

## Сюжет
Игра начинается на планете Мотавия (англ. Motavia), в 1268 году после войны. Во время работы в качестве агента города Пасео (англ. Paseo), игрок получает загадочное письмо от давнего друга и учёного Кена Миллера.
Игрок путешествует на космических челноках, чтобы понять, по какой причине так взволнован Кен и в итоге попадает на ледяную планету Дезолис (англ. Dezolis), где находился Кен. Прибывший в город Карсонвилль (англ. Carsonville), игрок узнаёт, что Кен изобрёл машину, которая может превращать людей в могущественных существ. Из-за этой специализации аппарат был похищен неизвестными лицами. Игрок должен разгадать данную тайну при помощью сестры Кена — Лейлы.